# Оэнгёф
Оэнгёф (фр. Hohengoeft) — коммуна на северо-востоке Франции в регионе Гранд-Эст (бывший Эльзас — Шампань — Арденны — Лотарингия), департамент Нижний Рейн, округ Мольсем, кантон Саверн. До марта 2015 года коммуна административно входила в состав упразднённого кантона Мармутье (округ Саверн).

## Географическое положение

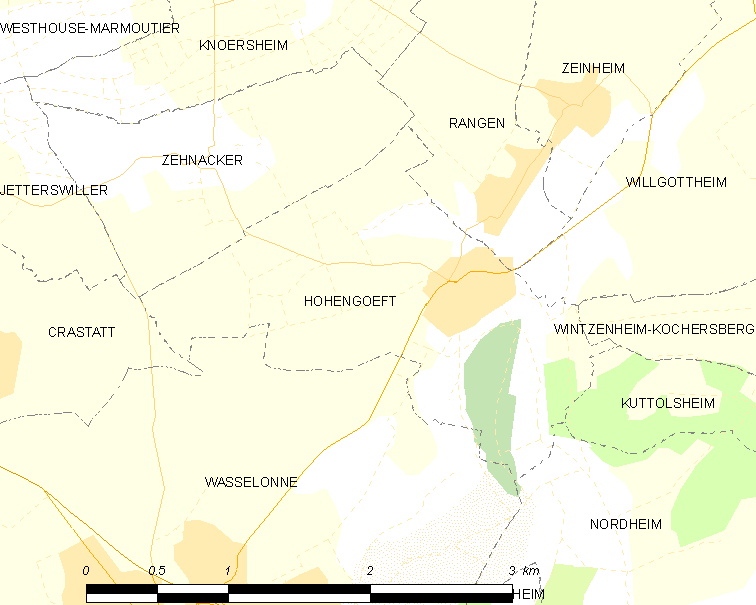
На карте

Коммуна расположена на расстоянии около 380 км на восток от Парижа и в 22 км северо-западнее Страсбура.
Площадь коммуны — 3,43 км², население — 517 человек (2006) с тенденцией к стабилизации: 521 человек (2013), плотность населения — 151,9 чел/км².

## Население
Население коммуны в 2011 году составляло 522 человека, в 2012 году — 522 человека, а в 2013-м — 521 человек.
| 1962 | 1968 | 1975 | 1982 | 1990 | 1999 | 2006 | 2008 | 2011 | 2012 | 2013 |
| ---- | ---- | ---- | ---- | ---- | ---- | ---- | ---- | ---- | ---- | ---- |
| 323  | 334  | 304  | 307  | 435  | 480  | 517  | 527  | 522  | 522  | 521  |

Динамика населения:

## Экономика
В 2010 году из 362 человек трудоспособного возраста (от 15 до 64 лет) 295 были экономически активными, 67 — неактивными (показатель активности 81,5 %, в 1999 году — 72,0 %). Из 295 активных трудоспособных жителей работали 277 человек (157 мужчин и 120 женщин), 18 числились безработными (7 мужчин и 11 женщин). Среди 67 трудоспособных неактивных граждан 21 были учениками либо студентами, 26 — пенсионерами, а ещё 20 — были неактивны в силу других причин.

## Достопримечательности (фотогалерея)

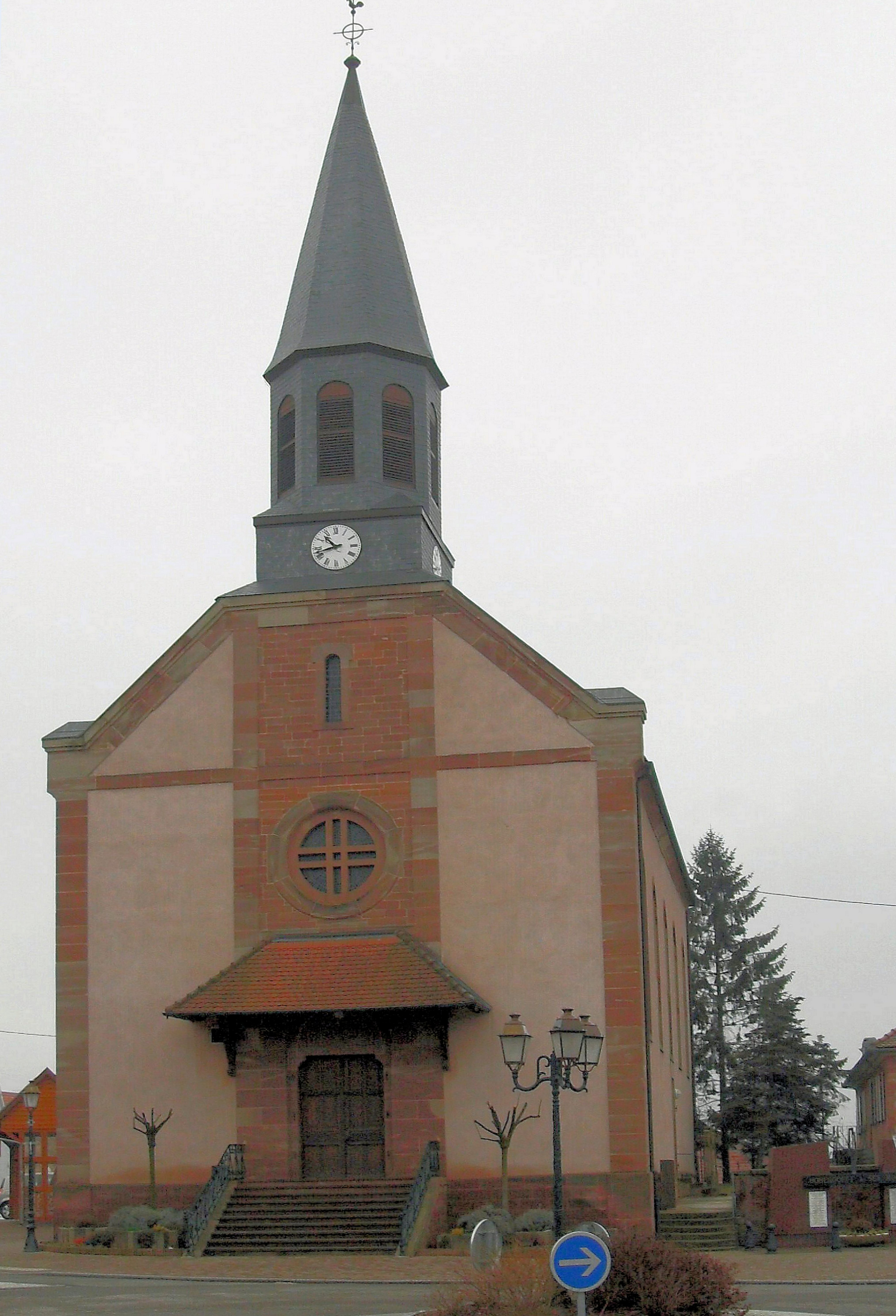
Церковь святого Антония
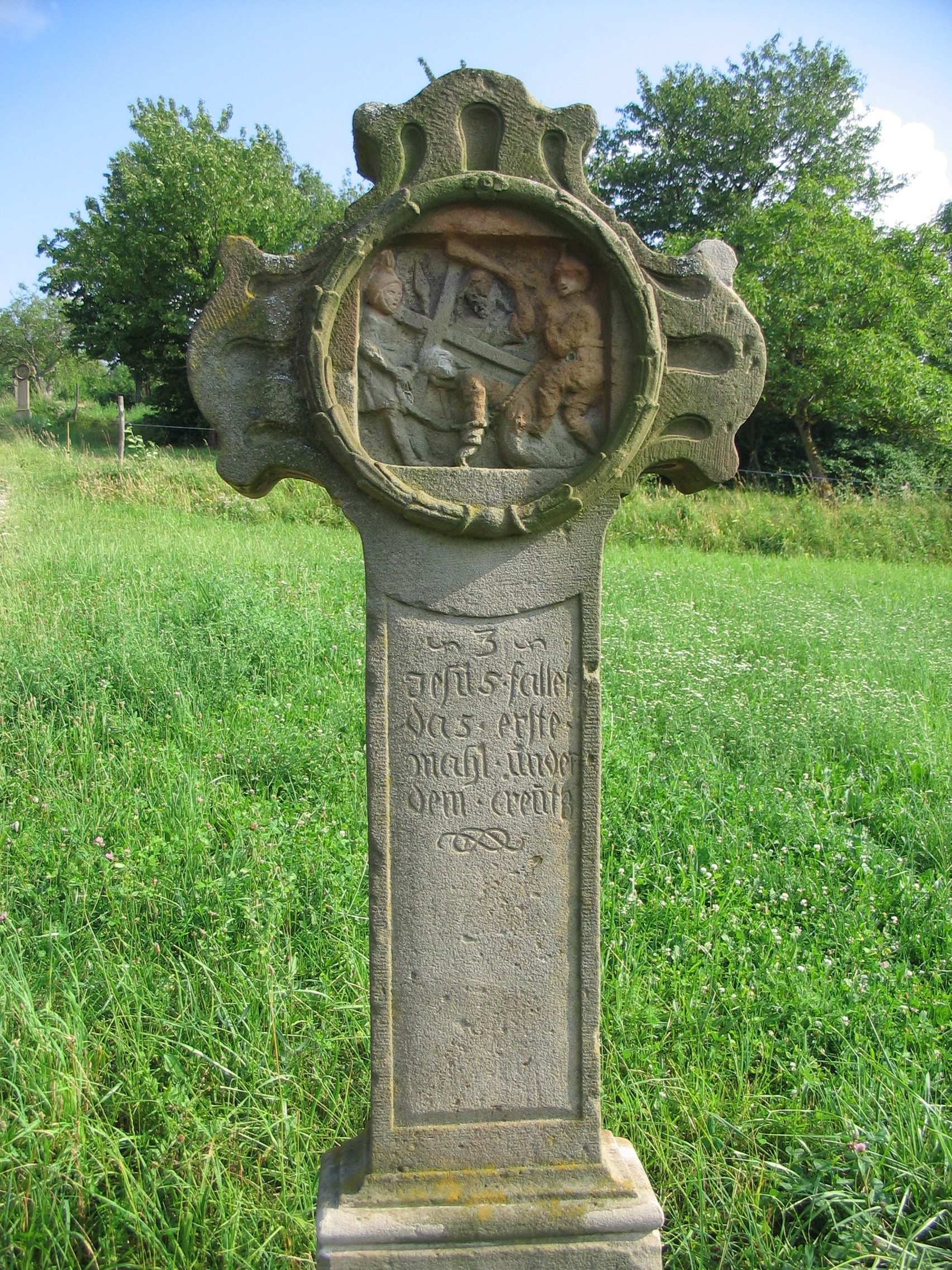
Путь паломников